# Anton Buytendijk

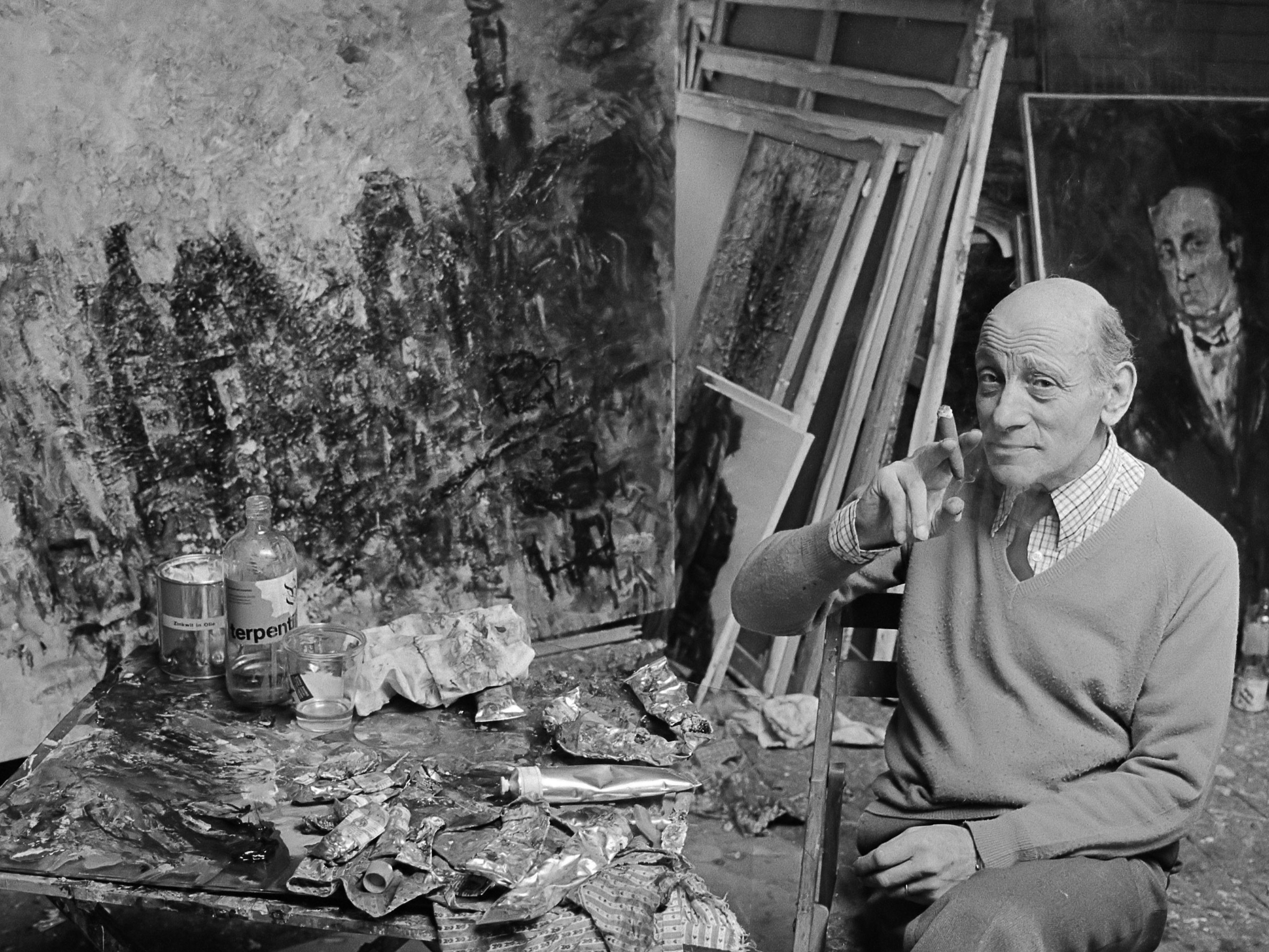
Anton Buytendijk in zijn atelier (1983)

Anton Frederik Jacobus Buytendijk (Amsterdam, 28 juni 1913 - aldaar, 7 februari 2002) was een Nederlandse kunstschilder beïnvloed door het expressionisme. Verder was hij niet gebonden aan een stijl of aan een bepaalde stroming. Zijn werken behelzen veelal het uitbeelden van landschappen middels verschillende technieken zoals olieverf op doek, aquarellen, etsen en litho's.

## Jeugd
Zijn ouders waren F.J.J. Buytendijk en Henriette van Bemmel. 
Al vroeg in zijn jeugd toonde Buytendijk belangstelling voor de beeldende kunst. Dankzij de bemiddeling van zijn vader kon Buytendijk al op jonge leeftijd tijdens de schoolvakanties in de leer komen bij de schilder Frans Langeveld, die in de jaren 20 veel in Laren verbleef. Hier maakte Buytendijk ook kennis met Piet Mondriaan, alhoewel diens werk geen invloed had op zijn ontwikkeling als kunstenaar.

## Opleiding
Na afronding van de middelbare school in Groningen, waar het gezin intussen naartoe was verhuisd vanwege de aanstelling van zijn vader als hoogleraar, ging Buytendijk studeren aan de Rijksacademie in Amsterdam. Hij was leerling van Johannes Hendricus Jurres en Richard Roland Holst. Na afronding van zijn studie keerde Buytendijk eind jaren dertig terug naar Groningen.

## Biografie
In Groningen kon hij als schilder werken aan zijn verdere ontwikkeling, vooral door het naar buiten gaan en het opnemen van het Groningse en Drentse landschap. 
Al snel kwam Buytendijk in contact met de kunstenaarsgroep De Ploeg waar hij begin jaren 40 lid van werd. Hier waren de oudere leden zoals Jan Altink, Johan Dijkstra en Hendrik Werkman van invloed op de verdere ontwikkeling van zijn werk. 
In zijn latere werk is steeds vaker de invloed van de Russische expressionisten en Der Blaue Reiter te zien.
Na de oorlog keerde Buytendijk terug naar Amsterdam. Gedurende de jaren 50 en 60 ontwikkelde hij zich steeds meer als een abstracte landschapsschilder, waar invloeden te zien zijn van Emil Nolde en William Turner. Zelf beschreef hij zich als intuïtief.
- Biografisch Portaal: 49025265
- Gemeinsame Normdatei: 174302916
- Nederlandse Thesaurus van Auteursnamen: 091461677
- RKD-Nederlands Instituut voor Kunstgeschiedenis: 14579
- Union List of Artist Names: 500387060
- Virtual International Authority File: 216493210
- WorldCat: E39PBJpV6k89hQ8YBCY8c9KDbd